# 석진경
석진경(李濟晃, 1912년 ~ 1990년 11월 19일)은 대한민국의 유도인이며, 한국 최초의 유도 10단으로 유명하다. 또한 대한유도회 및 유도학교 창설로 후진 양성에도 힘 썼다.

## 참고 자료
- 이홍종『한국유도사 韓國柔道史』한강문화사, 1984